# 津山藩

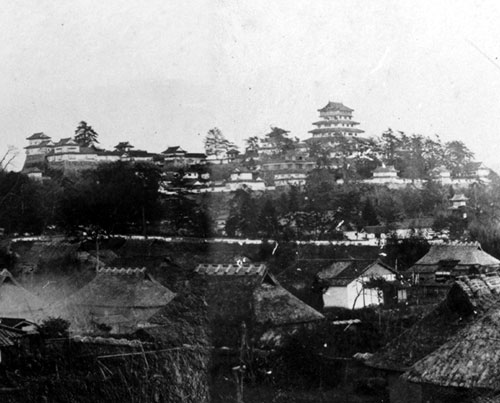
津山城古写真（撮影：松平国忠）

津山藩（つやまはん）は、美作国の大半を領有した藩。藩庁は津山城（岡山県津山市）に置かれた。

## 藩歴
慶長5年（1600年）関ヶ原の戦いの後、美作国は備前岡山藩主小早川秀秋が領していた。慶長7年（1602年）、秀秋の無嗣子での死去により廃絶となる。
慶長8年（1603年）、信濃川中島藩より森可成の子忠政が美作一国18万6500石で入部し、津山藩が立藩した。この地は従来、鶴山と呼ばれていたが、忠政により津山と改められた。翌慶長9年（1604年）より美作の府庁として津山城の築城に着手し、元和2年（1616年）に完成した。この間に津山の城下町も整備され、藩政の基礎が築かれた。
元禄10年（1697年）、4代長成が死去し、末期養子として2代長継の十二男で叔父の家老・関衆之の養子に出されていた衆利が迎えられた。同年、衆利は継承挨拶のため江戸に出府途中に伊勢で狂心したため、幕府は美作津山藩を召し上げた。しかし隠居の長継が健在であり、またその子も多数いたため 、長継に備中国西江原藩2万石の再襲を許して家名存続を認め、これに伴い支藩の津山新田藩1万5000石を播磨国三日月藩1万5000石、宮川藩1万8700石を備中国新見藩1万8000石にそれぞれ転封した。
元禄11年（1698年）、松平宣富が10万石で入部、以後廃藩置県まで津山松平家が治めるところとなった。享保6年（1721年）に家督を継いだ嗣子浅五郎が享保11年（1726年）に嗣子無いまま11歳で夭折したが、改易は免れて宣富の弟である白河新田藩主松平知清の三男長熙を迎え家督を相続させた。ただしこの際に知行は半減の5万石となり、藩の格式も低下した。こののち8代藩主に11代将軍家斉の十四男斉民を養子に迎えることにより、石高を10万石に復帰させることに成功した。
津山松平家の藩政時代は政情が不安定だった。入部の年には元禄一揆（高倉騒動）があり、享保11年には山中一揆（さんちゅういっき）、幕末には改政一揆と百姓一揆が頻発した。津山藩で幕末から明治にかけて藩医だった宇田川家・箕作家からは優れた洋学者を輩出し、日本の近代科学発展に寄与した。津山藩士の津田真道は皇紀紀元を確立した。内閣総理大臣となった平沼騏一郎は津山藩の出身である。
明治4年（1871年）廃藩置県により津山県となる。北条県を経て岡山県に編入された。

## 歴代藩主

### 森家
外様 18万6500石 （1603年 - 1697年）
1. 忠政
2. 長継
3. 長武
4. 長成
5. 衆利

### 津山松平家
親藩 10万石→5万石→10万石 （1698年 - 1871年）
1. 宣富
2. 浅五郎
3. 長熙 5万石に減知
4. 長孝
5. 康哉
6. 康乂
7. 斉孝
8. 斉民 10万石に加増
9. 慶倫

## 重臣
- 永見家（1000石） - 松平更山（松平忠直の孫）の子安藤国近が初代。明治3年（1870年）に松平に復姓。
- 古市家
- 安藤家（1000石）
- 佐久間家（1050石）
- 山田家
- 大熊家（1000石）
- 本多家
- 渥美家
- 佐々木家
- 伊達家

## 支藩

### 津山新田藩
津山新田藩（つやましんでんはん）は、森家時代の津山藩の支藩であるが、この名で呼ばれる支藩は2藩ある。

#### 森長俊の支藩
延宝4年（1676年）、津山藩3代藩主・長武の弟の長俊が勝北郡北部1万5千石を分知され、立藩した。元禄10年（1697年）、津山藩森氏廃藩に伴い、播磨三日月藩（1万5千石）に転封となり、長俊1代で廃藩となった。

#### 森長武の支藩
貞享3年（1686年）、津山藩3代藩主・長武が甥の長成に藩主を譲った際、蔵米2万俵を与えられて立藩した。元禄9年（1696年）、長武の養嗣子となった長基が病と称し江戸への参府の命に反したため、相続を認められず廃藩となった。

### 宮川藩
宮川藩（みやがわはん）は、森家時代の津山藩の支藩。津山藩第2代藩主・長継の弟の関長政が1万8700石を分知され、立藩する。立藩の年は『徳川実紀』によれば寛永11年（1634年）、『恩栄録』によれば寛永14年（1637年）、『寛政重修諸家譜』では承応元年（1652年）と諸説ある。元禄10年（1697年）、津山藩森家廃藩に伴い、第2代藩主関長治は新見藩に転封されて廃藩となった。

#### 歴代藩主
関家
1万8700石 （1634年 - 1697年）
1. 長政
2. 長治

## 幕末の領地
- 美作国
  - 東南条郡 - 22村
  - 英田郡のうち - 3村
  - 吉野郡のうち - 7村
  - 勝南郡のうち - 45村
  - 勝北郡のうち - 10村
  - 西西条郡のうち - 26村
  - 西北条郡のうち - 25村
  - 東北条郡のうち - 25村
  - 久米北条郡のうち - 10村
  - 大庭郡のうち - 32村
- 讃岐国
  - 小豆郡のうち - 6村

上記のほか、東北条郡7村、大庭郡27村、西西条郡32村の幕府領を預かっていたが、全域が倉敷県に編入された。

## 藩校・資料館

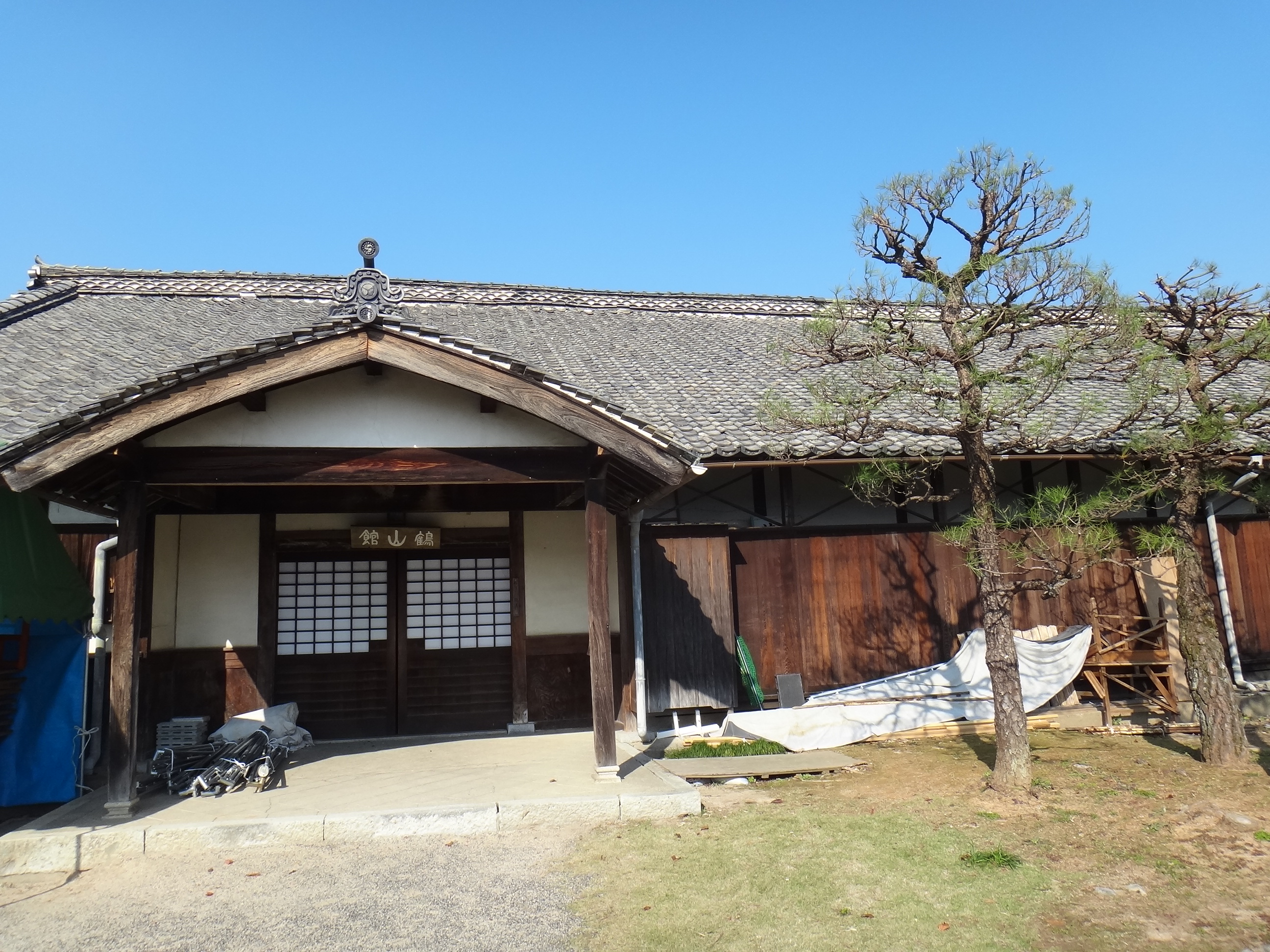
かつて学問所として使用されていた鶴山館

明和2年（1765年）、5代藩主松平康哉の時代に内山下に藩校として学問所が設けられた。熊本藩士の大村荘助が責任者となり、教員には飯室武中、河合憲之丞、山下官弥、名越七郎右衛門、軍学者には正木兵馬などがいた。9代藩主松平慶倫の時代には教育改革が行われ、明治維新の前後には350人が入学したという。1870年（明治3年）に学問所から修道館に改称したものの、1871年（明治4年）の廃藩によって廃校となった。
現在のNTT西日本津山ビルの位置に修道館内の学問所があった。廃藩後には短期間だけ北条県立中学校の校舎となり、その後は共立小学校の校舎となった。また区務所、郡役所、幼稚園、私立学校、町立高等小学校、県立中学校、県立女学校などが仮でこの建物を使用した。この建物は1904年（明治37年）に鶴山公園内に移築され、この際に鶴山館という名称が付けられた。
また、津山藩の資料を展示している資料館に津山郷土博物館と津山洋学資料館がある。津山郷土博物館にある愛山文庫は松平氏の文書が保管されているほか、岩佐又兵衛の作品で古浄瑠璃絵巻群と称される絵巻の一部（山中常盤物語絵巻・村松物語絵巻）の詞書の写本も保管されている。この他に現存しないが松平氏の蔵書目録に浄瑠璃物語絵巻・堀江物語絵巻と思われる浄瑠璃ノ巻・堀江の巻が記載されているため、この2巻も松平氏に伝来していた可能性が示唆されている。